# USA Triathlon
USA Triathlon est la fédération sportive responsable du triathlon et des disciplines associées aux États-Unis. Créée en 1982, elle est membre de la Confédération panaméricaine de triathlon (PATCO), fédération continentale affiliée à la Fédération internationale de triathlon (ITU).

### Ouvrages
- (en) USA Triathlon, Complete Triathlon Guide, Human Kinetics, 2013, 368 p. (ISBN 978-1-4504-1260-5).
- (en) USA Triathlon, Women's Guide to Triathlon, The, Human Kinetics, 2015, 288 p. (ISBN 978-1-4504-8115-1, lire en ligne).
- (en) USA Triathlon avec Linda Cleveland et Kris Swarthout, Train to Tri : Your First Triathlon, Human Kinetics, 2017, 264 p. (ISBN 978-1-4925-3674-1).